# تپه آوب روستای هدر
تپه آوب روستای هدر مربوط به دوران پیش از تاریخ ایران باستان است و در شهرستان سلماس بخش مرکزی، روستای هدر واقع شده و این اثر در تاریخ ۲۵ اسفند ۱۳۸۰ با شمارهٔ ثبت ۵۰۷۴ به‌عنوان یکی از آثار ملی ایران به ثبت رسیده است.